# Východočeský krajský přebor 1965/1966
V soubojích Východočeského krajského přeboru 1965/66 se utkalo 12 týmů dvoukolovým systémem podzim - jaro. Tento ročník skončil v červnu 1966.

## Výsledná tabulka
Zdroj: 
| Poř. | Tým                         | Z  | V  | R | P  | VG | OG | B  |
| ---- | --------------------------- | -- | -- | - | -- | -- | -- | -- |
| 1.   | TJ Spartak Hradec Králové B | 22 | 16 | 2 | 4  | 55 | 21 | 34 |
| 2.   | TJ Lokomotiva Pardubice     | 22 | 16 | 1 | 5  | 55 | 25 | 33 |
| 3.   | RH Hradec Králové           | 22 | 11 | 3 | 8  | 43 | 36 | 25 |
| 4.   | TJ Tesla Pardubice          | 22 | 11 | 3 | 8  | 47 | 41 | 25 |
| 5.   | TJ Lanškroun                | 22 | 9  | 3 | 10 | 35 | 10 | 21 |
| 6.   | VTJ Dukla Žamberk           | 22 | 7  | 6 | 9  | 33 | 32 | 20 |
| 7.   | VTJ Dukla Jičín             | 22 | 9  | 2 | 11 | 29 | 31 | 20 |
| 8.   | TJ Svitavy                  | 22 | 8  | 4 | 10 | 35 | 43 | 20 |
| 9.   | TJ Jiskra Holice            | 22 | 8  | 2 | 12 | 32 | 49 | 18 |
| 10.  | TJ VCHZ Pardubice B         | 22 | 7  | 3 | 12 | 41 | 39 | 17 |
| 11.  | TJ Jiskra Červený Kostelec  | 22 | 6  | 5 | 11 | 25 | 50 | 17 |
| 12.  | TJ Jiskra Nový Bydžov       | 22 | 6  | 2 | 26 | 50 | 14 | 7  |

Poznámky:
- Z = Odehrané zápasy; V = Vítězství; R = Remízy; P = Prohry; VG = Vstřelené góly; OG = Obdržené góly; B = Body

|  | Postup do Divize C 1966/67             |
|  | Sestup do příslušné I. A třídy 1966/67 |